# Kyagqen-Gletscher
Der Kyagqen-Gletscher (chinesisch 恰青冰川, Pinyin Qiaqing bingchuan, auch 卡钦冰川,  Qiaqin bingchuan oder Kaqin bingchuan) ist der längste Gletscher des Nyainqêntanglha-Gebirges.
Er befindet sich im Kreis Bomê (Powo) des Regierungsbezirks Nyingchi im Autonomen Gebiet Tibet der Volksrepublik China. Das Nährgebiet des Gletschers liegt an den Bergen Pk. 6365 und Kona Kangri I. Mit einer Länge von 35,3 km ist er der längste Gletscher des Nyainqêntanglha-Gebirges und der längste Gletscher Tibets. Er erstreckt sich über eine Fläche von 207 km² oder nach älteren Angaben 172 km² oder 151,5 km². Mit einer Breite der langen Gletscherzunge von nicht einmal einem Kilometer ist diese für einen Talgletscher sehr schmal.
Der Kyagqen-Gletscher entwässert in den Leiqu Zangbo (勒曲藏布,  Lequ Zangbu), der über den Yi’ong Zangbo (易贡藏布,  Yigong Zangbu) mit dem See Yi’ong Co (易贡错,  Yìgòng Cuò) und Parlung Zangbo (帕隆藏布,  Palong Zangbu) in den Yarlung Zangbo fließt.
Eine Besonderheit des Kyagqen-Gletschers ist, dass er so gut wie keine Gletscherspalten aufweist und außerdem eine sehr lange Gletscherzunge besitzt. Der Gletscher beginnt auf einer Höhe von 5400 bis 5500 m. Die Gletscherzunge befindet sich auf einer Höhe von 2844 m etwa 10 km nordöstlich der Ortschaft Beng. Sie endet auf 2530 m bei einem Bergwald.